# Lynchburg, Mississippi
Lynchburg là một thành phố thuộc quận DeSoto, tiểu bang Mississippi, Hoa Kỳ. Năm 2010, dân số của thành phố này là 2 437 người.

## Dân số
- Dân số năm 2000: 2 959 người.
- Dân số năm 2010: 2 437 người.